# Мойсей Рейнгольд
Мойсе́й Рейнго́льд — український радянський футболіст, нападник, відомий за виступами у складі команди «Динамо» (Київ) 1928 року.

## Загальні відомості
1924—1927 років грав за один з найсильніших клубів Києва «Райкомвод».
1927 року у складі цієї команди взяв участь в міжнародному матчі проти збірної Робітничої спортивної асоціації Англії, в якому кияни перемогли з рахунком 6:2. В осінньому Чемпіонаті Києва 1927 року, граючи за водників, забив вирішальний гол у поєдинку з командою «Залдор».
1928 року Мойсей Рейнгольд перейшов до київського «Динамо», яке тоді починало свій легендарний шлях у футболі і став одним з його перших гравців. Брав участь у товариських матчах, зокрема у першому офіційному товариському матчі проти одеських одноклубників 17 липня 1928 року (2:2), у товариському матчі з московськими одноклубниками 1 вересня 1928 року (2:6), в якому Мойсей Рейнгольд на 29 хвилині матчу забив гол після помилки захисника гостей. Грав зі збірною Білорусі на виїзді (1:5) та у складі збірної Києва проти московського «Динамо» 2 вересня 1928, який закінчився з рахунком 3:3.
На перших порах паралельно з матчами за «Динамо» брав участь у міжміських матчах у складі збірної Києва: 16 липня 1928 року Мойсей Рейнгольд грав за другу збірну Києва у матчі проти збірної Миколаєва. За першу збірну Києва він грав раніше — у міжнародному матчі 26 травня 1928 року з робітничою збірною Нижньої Австрії у складі «Райкомвода».
Інформації про його подальшу долю обмаль. Повідомлялось, що він загинув під час війни.

## Родина
Брат Рейнгольд Ісак також був футболістом, який грав за «Райкомвод» (1926—1927) та «Динамо» Київ (1928).

## Галерея

Перша фотографія в історії «Динамо», 01.09.1928
Фотографія «Динамо» 1928 року. Зліва направо (тільки футболісти): нижній ряд — Іванов С., Ідзковський, Дишкант; середній ряд — Мурашов, Бардадим, Пірокеті; верхній ряд — Рейнгольд, Трофимов, Кауфман, Терентьєв, Бойко